# Pedro Gutiérrez de Santa Clara
Pedro Gutiérrez de Santa Clara (México, ¿1522?-1603) fue un cronista novohispano, de origen criollo o mestizo. Llegó al Perú en 1543 y fue testigo de las guerras civiles entre los conquistadores del Perú. Escribió al respecto una crónica titulada Historia de las guerras más que civiles que hubo en el Reino del Perú, que permaneció inédita durante muchos años y que fue recién editada en seis volúmenes entre 1904 y 1929. Los críticos han resaltado la calidad literaria de esta obra, aparte de la información histórica que brinda. No obstante, el hispanista Marcel Bataillon ha puesto en duda la originalidad de su obra y considera que es un plagio de los trabajos de otros cronistas; llega incluso a dudar de que Gutiérrez estuviera en el Perú.

## Biografía
Su biografía es oscura; solo se conocen pocos datos de su vida que él mismo deslizó en su obra escrita. Nació hacia 1522 en la Ciudad de México. Fue hijo de un conquistador español que participó en la conquista de México. Luis Alberto Sánchez dice que fue probablemente mestizo, aunque también lo define como criollo-mexicano.
Se cree que pasó al Perú hacia 1543, pues refiere que estuvo presente en la marcha de Gonzalo Pizarro desde el Cuzco a Lima, durante el preámbulo de la guerra civil de 1544 a 1548 (la llamada “Gran Rebelión” o rebelión de los encomenderos). Fue soldado de Pablo de Meneses, partidario del virrey Blasco Núñez Vela. Posiblemente fue testigo de la muerte del virrey y junto con Meneses se pasó al bando pizarrista.
Fue luego secretario de Lorenzo de Aldana y recorrió el territorio peruano al lado del célebre Francisco de Carvajal, el “Demonio de los Andes”, durante las incidencias de la guerra civil. Pudo así recopilar abundante material para componer su obra histórica. Terminó sumándose a las huestes del pacificador Pedro de la Gasca.
Al parecer, no sacó provecho de su estadía en el Perú y permaneció en el país hasta la época del segundo virrey, Antonio de Mendoza (1551-1552), cuando regresó a México. Allí participó en la guerra contra los chichimecas, a la que dedicó una obra, hoy perdida. Falleció alrededor del año 1603.

## Obra escrita
Su obra que ha perdurado es la dedicada a las guerras civiles del Perú: Historia de las guerras más que civiles que hubo en el Reino del Perú, conocida también como los Quinquenarios, compuesta hacia la década de 1550 y que permaneció inédita hasta que fue editada por Manuel Serrano y Sanz en Madrid, entre 1904 y 1929.  Aunque el propósito del autor era enfocarse en las guerras civiles entre los conquistadores del Perú, abarca también los primeros años de la conquista y las tradiciones y costumbres de los incas.
Críticos como Raúl Porras Barrenechea, Luis Alberto Sánchez y Augusto Tamayo Vargas han resaltado la vivacidad y el colorido de su relato, los retratos físicos y morales que hace de los personajes y la nota costumbrista que subyace en su obra, con la reproducción de coplas y romances. Según observa Tamayo, su  influencia es evidente en las célebres tradiciones del periodo colonial escritas por Ricardo Palma.

## Controversia
El hispanista francés Marcel Bataillon ha cuestionado la originalidad de la obra de Gutiérrez de Santa Clara, a la que considera un plagio de las crónicas de Francisco de Jerez, Francisco López de Gómara, El Palentino, Pedro Cieza de León, Agustín de Zárate y otras. Pone incluso en duda la presencia de Gutiérrez de Santa Clara en suelo peruano.